# Gustav Nyquist
Gustav Nyquist (ur. 1 września 1989 w Halmstad) – szwedzki hokeista, reprezentant Szwecji, olimpijczyk.
Jego brat Oscar (ur. 1993) także jest hokeistą.

## Kariera
- Skåne (2005-2006)
- Malmö J18 (2005-2006)
- Malmö J20 (2006-2008)
- University of Maine (2008-2011)
- Grand Rapids Griffins (2011-2014)
- Detroit Red Wings (2011-2019)
- San Jose Sharks (2019)
- Columbus Blue Jackets (2019-)

Wychowanek klubu Limhamn Limeburners HC. Karierę rozwijał w rużynach juniorskich klubu Malmö Redhawks. W drafcie NHL z 2008 został wybrany przez Detroit Red Wings. Od marca 2011 zawodnik tego klubu, związany dwuletnim kontraktem. Od tego czasu wielokrotnie przekazywany do klubu farmerskiego, Grand Rapids Griffins. W sierpniu 2013 przedłużył kontrakt z Detroit o dwa lata. W lutym 2019 został zawodnikiem San Jose Sharks. Od lipca 2019 zawodnik Columbus Blue Jackets, związany czteroletnim kontraktem.
Uczestniczył w turniejach zimowych igrzysk olimpijskich 2014 oraz mistrzostw świata w 2014, 2016, 2018.

## Sukcesy
Reprezentacyjne
- Srebrny medal zimowych igrzysk olimpijskich: 2014
- Brązowy medal mistrzostw świata: 2014
- Złoty medal mistrzostw świata: 2018

Indywidualne
- AHL 2011/2012:
  - AHL All-Rookie Team
  - AHL All-Star Game
- NHL (2013/2014):
  - Druga gwiazda miesiąca - marzec 2014
- Mistrzostwa Świata w Hokeju na Lodzie 2016/Elita:
  - Pierwsze miejsce w klasyfikacji strzelców turnieju: 7 goli[7]
  - Jeden z trzech najlepszych zawodników reprezentacji w turnieju[8]